# Anisodes frenaria
Anisodes frenaria là một loài bướm đêm trong họ Geometridae.